# Maricruz Delgado
Maricruz Delgado az amerikai Szökés című sorozat egyik szereplője, akit Camille Guaty alakít.

## Háttér
Maricruz 3 évvel az első évad premierje előtt találkozott Fernando Sucréval először. Randizgattak, majd mikor hat hónappal később Sucrét elvitték a Fox Riverbe, New Yorkba költözött, mert munkát kapott ott. Hector Ávila - Sucre unokatestvére - egy hónappal később szintén New Yorkba ment, hogy közel lehessen Maricruzhoz. Eleinte rendszeresen Hector viszi Maricruzt a börtönbe, hogy meglátogassa Sucrét. Mint kiderül, valójában Maricruzt szeretné lecsapni Sucre kezeiről.

## Szereplések

### 1. évad
Az első epizódban láthatjuk, amikor is a börtönbe jön Sucréval "enyelegni". Később Sucre megtudja, hogy Maricruz már unokatestvére, Hector barátnője. Sucre ezért is akar megszökni Michaellel, hogy visszaszerezze. Az évadban utoljára akkor láthatjuk, amikor bejön Sucréhoz és elmondja: babát vár tőle.

### 2. évad
Sucre a szökése után beszélni akar Maricruzzal, ám az már az esküvőt várja Hectorral. Mikor Sucre megtudja, hogy Maricruz nemet mondott Hectornak, a nő után utazik Ixtapába, ahol ezután újra "összejönnek". Az évad végén Bellick jelenik meg náluk és közli Sucréval: Maricruzt elrabolta és egy pincébe zárta.

### 3. évad
Az évad elején kiderül, hogy Bellick nem csinált semmit Maricruzzal, csupán megfenyegette, hogy repüljön vissza az Államokba. Sucre beszél vele telefonon, ám elmondja, nem repülhet utána, ugyanis ott körözik. Később Gretchen Morgan megfenyegeti Sucrét, hogy megöli Maricruzt, ha megpróbálja átverni.